# Mamurras
Mamurras è una frazione del comune di Kurbin in Albania (prefettura di Alessio).
Fino alla riforma amministrativa del 2015 era comune autonomo, dopo la riforma è stato accorpato, insieme agli ex-comuni di Fushë-Kuqe, Laç e Milot a costituire la municipalità di Kurbin.